# La perla del Pacífic del sud
 La perla del Pacífic del sud (títol original en anglès: Pearl of the South Pacific) és una pel·lícula estatunidenca dirigida per Allan Dwan el 1955. Ha estat doblada al català.

## Argument[2]
Tres aventurers, Virginia Mayo, Dennis Morgan i David Farrar, arriben als mars del Sud amb la intenció d'apoderar-se d'unes valuoses perles negres, però per aconseguir-ho hauran d'enfrontar-se a un perillós grup de nadius, amb el dictador Basil Ruysdael i el seu impressionable fill, que vol tornar amb la Mayo a la civilització, i, sobretot, a un pop gegant que custodia la cova on es troben les perles.

## Repartiment
- Virginia Mayo: Rita Delaine
- Dennis Morgan: Dan Merrill
- David Farrar: Bully Hague
- Murvyn Vye: Halemano
- Lance Fuller: George
- Basil Ruysdael: Tuan Michael
- Lisa Montell: Momu
- Carol Thurston: La mare